# Eska Music Awards 2009
Eska Music Awards 2009 – ósma gala rozdania nagród Eska Music Awards odbyła się 19 marca 2009 w Łodzi.
Gala była nadawana na żywo na antenie TVP1, a poprowadzili ją Piotr Kupicha i Kinga Zdrojewska.

## Nominacje
| Artystka roku (Polska) | Artysta roku (Polska) |
| --- | --- |
| - Sylwia Grzeszczak - Edyta Górniak - Patrycja Markowska - Kasia Wilk                                                                 | - Liber - K.A.S.A. - Łukasz Zagrobelny - Piotr Kupicha                                                                                                |
| Zespół roku (Polska) | Hit roku (Polska) |
| - Feel - Groovebusterz - PIN - Video                                                                                                  | - Edyta Górniak – „To nie tak jak myślisz” - Kasia Wilk – „Pierwszy raz” - Sylwia Grzeszczak i Liber – „Nowe szanse” - Video i Ania Wyszkoni – „Soft” |
| Radiowy debiut roku | Video roku ESKA.pl |
| - Iwona Węgrowska - Manchester - Stefano Terrazzino - Sylwia Grzeszczak                                                               | - PIN – „Niekochanie” - Doda – „Nie daj się” - Feel i Iwona Węgrowska – „Pokonaj siebie” - Sokół i Pono – „W aucie”                                   |
| Nagroda specjalna radia ESKA | |
| - Feel | |
| Album roku (Polska) | ImprESKOWY hit roku (Polska) |
| - Sylwia Grzeszczak i Liber – Ona i on - Ania Dąbrowska – Kilka historii na ten sam temat - Video – Video gra - Kasia Wilk – Uniosono | - Nexx – „Synchronize Lips” - Danny – „Tokyo” - Guru Josh – „Infinity” - Inna – „Hot”                                                                 |
| Rockowy hit roku (Polska) | |
| - Coma – „Zero osiem wojna” - L.Stadt – „Londyn” - Lipali – „Barykady” - Strachy na Lachy – „Po prostu pastelowe”                     | |